# Lazar Drljača

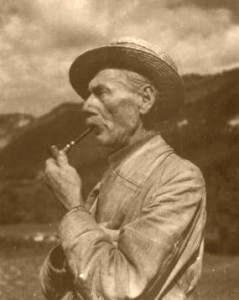
Lazar Drljača

Lazar Drljača (Blatna, 10 de febrero de 1883-Konjic, 13 de julio de 1970) fue un pintor expresionista bosnio.

## Biografía
De familia humilde, tras su educación primaria, fue a estudiar secundaria en Sarajevo.
Pasó el examen para ingresar en la Academina de Bellas Artes de Viena en 1906 y en 1911 lo invitaron a participar en una exhibición internacional en Roma antes de mudarse a París para seguir sus estudios artísticos y trabajar para el Louvre copiando obras de grandes maestros como Tiziano o Leonardo da Vinci.